# Krążowniki lekkie typu Tromp
Krążowniki typu Tromp – seria holenderskich małych krążowników lekkich z okresu II wojny światowej, służących w latach od 1938 do 1955. Zbudowano dwa okręty: "Tromp" i "Jacob van Heemskerck". Typ okrętów nosił nazwę Tromp, od pierwszego okrętu, na cześć XVII-wiecznych admirałów Maartena i Cornelisa Trompów.

## Historia

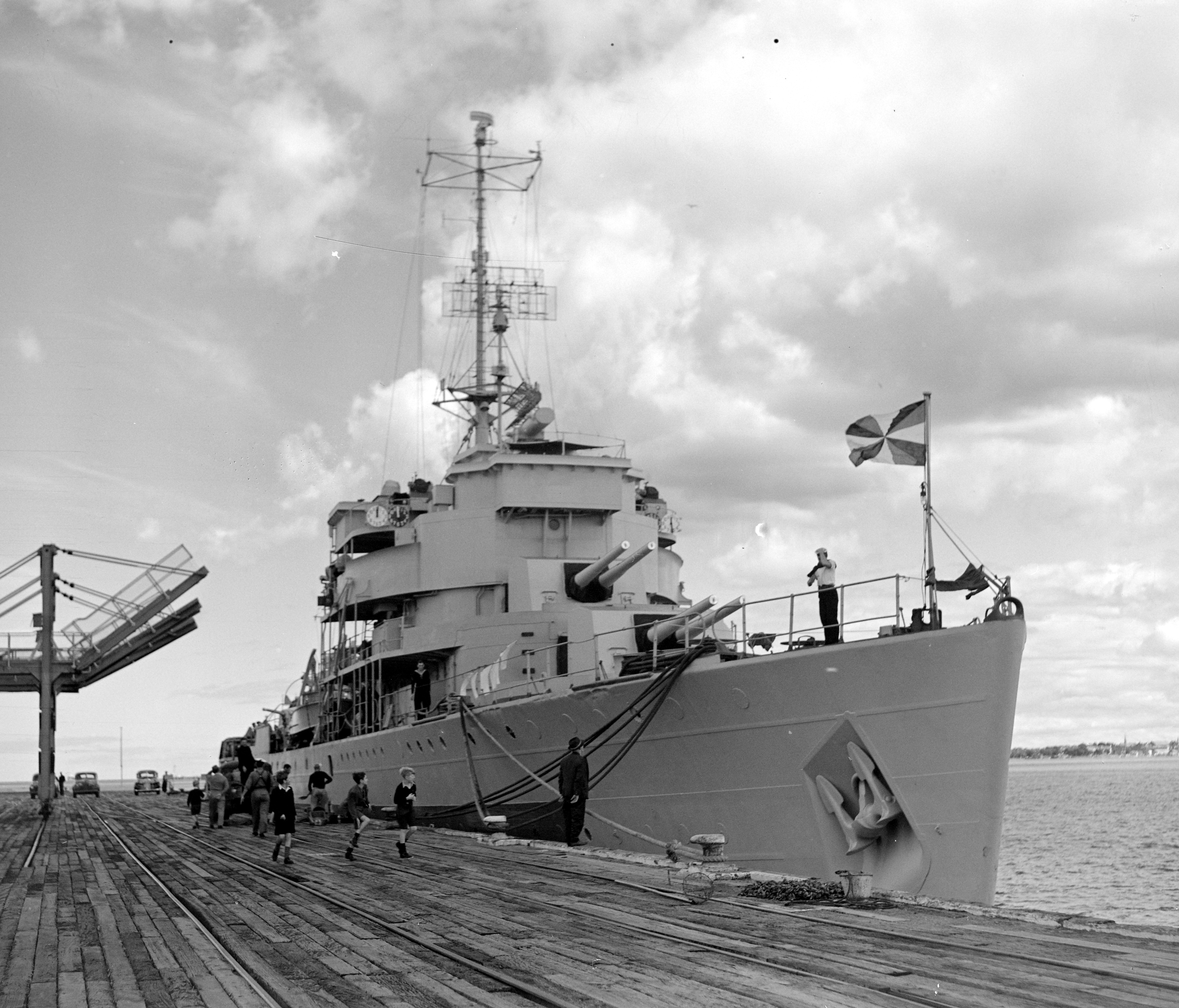
"Tromp" w 1946

W związku z napiętą sytuacją międzynarodową i ekspansywną polityką Japonii, rząd Holandii w celu ochrony swoich kolonii w Indiach Wschodnich (obecnej Indonezji) postanowił w 1935 wzmocnić swoją flotę o okręty mogące się przeciwstawiać silnym japońskim niszczycielom, dla uzupełnienia pełniących już służbę w koloniach dwóch krążowników typu Java i jednego "De Ruyter". Nowe okręty, których projekt techniczny znany był jako typ Argonaut 600, zaprojektowane w 1935 w Holandii, miały stanowić jednak zupełnie inną klasę okrętów. Początkowo planowano budowę 2500-tonowych wielkich niszczycieli, tzw. liderów – przewodników flotylli niszczycieli (hol. flottieljeleider), wzorujących się na komercyjnych projektach brytyjskich. W toku dalszych prac, projekt nabrał jednak cech krążowników – przede wszystkim zdecydowano się na artylerię dużego kalibru i lekkie opancerzenie, co pociągnęło też zwiększenie wielkości. Mimo to, okręty te ze względów politycznych (dla uchwalenia funduszy na budowę) początkowo były klasyfikowane jako lidery flotylli, dopiero później zaklasyfikowano je zgodnie ze stanem faktycznym jako krążowniki.
Okręty typu Tromp przedstawiały sobą typ małego i dość szybkiego lekkiego krążownika, stanowiący klasę pośrednią między lekkim krążownikiem a wielkim niszczycielem, nie mającą wielu odpowiedników we flotach świata (według podobnej koncepcji powstały włoskie krążowniki typu Capitani Romani, a wcześniej japoński „Yūbari”). Pod względem konstrukcyjnym również łączyły one cechy krążowników i niszczycieli. Przy silnej artylerii "krążowniczego" kalibru, były one jedynie lekko opancerzone. Posiadały też uzbrojenie torpedowe, którego nie przenosiły wcześniejsze holenderskie krążowniki. Przeznaczone były w pierwszym rzędzie do zwalczania japońskich dużych niszczycieli, które były silniejsze od holenderskich odpowiedników typu Admiralen. Przy przyjętych założeniach, był to udany projekt, niemniej jednak w starciu z większością lekkich krążowników stał na przegranej pozycji z uwagi na praktyczny brak pancerza (jak się okazało w praktyce, był on wrażliwy również na ogień dział niszczycieli). Nie odbiegał on natomiast od standardu lekkich krążowników kalibrem uzbrojenia, choć od większości z nich miał mniej dział. Był jedynie nieco szybszy od większości lekkich krążowników, lecz wolniejszy od większości niszczycieli. Zaletą było wyposażenie go w wodnosamolot zwiadowczy, lecz okręt nie był wyposażony w katapultę, więc w celu użycia musiał on być spuszczany na wodę ze stojącego okrętu przy użyciu dźwigu, co nie było praktyczne (brak informacji o praktycznym użyciu bojowym wodnosamolotu, który został zdjęty najpóźniej pod koniec 1942).
Zbudowano dwa okręty tego typu: "Tromp", który wszedł do służby w 1938 oraz "Jacob van Heemskerck". Jedynie "Tromp" został jednak ukończony według pierwotnego projektu uzbrojenia, gdyż "Jacob van Heemskerck", nieukończony przed atakiem Niemiec na Holandię, został ewakuowany do Anglii i tam ukończony jako krążownik przeciwlotniczy, z odmiennym zestawem uzbrojenia. Oba okręty przetrwały wojnę  i służyły aktywnie do 1951-1955 roku, po czym jako hulki do 1968-1970.

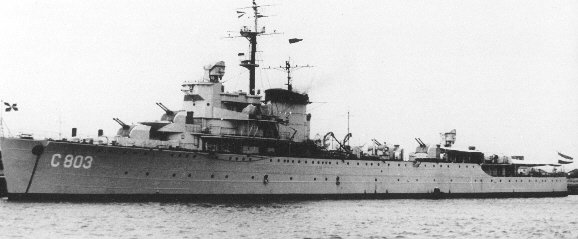
"Jacob van Heemskerck" po wojnie

## Zbudowane okręty
- Tromp – rozpoczęcie budowy nastąpiło 17 stycznia 1936 w amsterdamskiej stoczni Nederlandsche Scheepsbouw Maatschappij, wodowanie miało miejsce 24 maja 1937, wejście do służby 18 sierpnia 1938. W sierpniu 1939 został skierowany w rejon Indii Wschodnich. 20 lutego 1942 poważnie uszkodzony w wyniku bitwy w cieśninie Badung, po remoncie w Sydney działał do końca wojny głównie na Oceanie Indyjskim i wokół Australii. Podczas wojny Japończycy wielokrotnie donosili o zniszczeniu tego okrętu, co spowodowało nadanie mu przez holenderskich marynarzy przydomku "okręt-widmo".

- Jacob van Heemskerck – rozpoczęcie budowy 31 października 1938, wodowanie 16 września 1939, wejście do służby 10 maja 1940. Okręt po zwodowaniu nie został dokończony w Holandii z powodu niemieckiej inwazji na ten kraj rozpoczętej 10 maja 1940. Po ewakuacji do Wielkiej Brytanii został tam ukończony w 1941 jako krążownik przeciwlotniczy uzbrojony m.in. w 10 dział 102 mm.

## Opis
Konstrukcja i architektura krążowników typu Tromp wykazywała pewne podobieństwo do dużych niszczycieli – miały niską i zwartą sylwetkę, z niską, mało rozbudowaną nadbudówką na dziobie, dość przesuniętą do przodu. Charakterystycznym elementem był 6-metrowy dalmierz na dachu nadbudówki dziobowej. Kadłub o liniach podobnych do niszczycieli miał uskok pokładu dziobowego mniej więcej w połowie długości (na "Jacob van Heemskerck" przedłużono go do 2/3). Pokład na dziobie miał lekki wznios, maksymalna wysokość burt wynosiła 7,52 m. Za nadbudówką dziobową znajdował się palowy maszt oraz pojedynczy szeroki komin, ścięty na górze. Za kominem przenoszone były łodzie ratunkowe, a dalej wodnosamolot, oddzielony od nich dwoma dźwigami, zamontowanymi na charakterystycznej "bramie" w poprzek okrętu, stanowiącej też podstawę dla szczątkowego masztu rufowego. Przedłużenie pokładu dziobowego stanowił pokład niskiej nadbudówki rufowej, na którym zamontowane było opancerzone stanowisko dalmierza (później zdjęte) i ażurowa platforma, na której później umieszczono dalmierz. Rufa była zaokrąglona, o kształcie "krążowniczym".
Siłownia składała się z 4 kotłów parowych Werkspoor-Yarrow w dwóch kotłowniach (ciśnienie pary 28,12 at) i dwóch turbin Werkspoor-Parsons, rozmieszczonych liniowo w dwóch maszynowniach. Napędzały one dwie śruby średnicy 3,9 m.Moc projektowa wynosiła 56.000 KM i prędkość 33,5 w, chociaż na próbach osiągnięto maksymalną moc 62.160 KM i prędkość 34,5 w. Zbiorniki paliwa znajdowały się w dnie, normalny zapas wynosił 860 t mazutu na "Tromp", nieco mniej na "Heemskerck". Kadłub miał podłużno-poprzeczny system naboru i dzielił się poprzecznie na 17 głównych przedziałów wodoszczelnych. Na 57% długości miał podwójne dno.

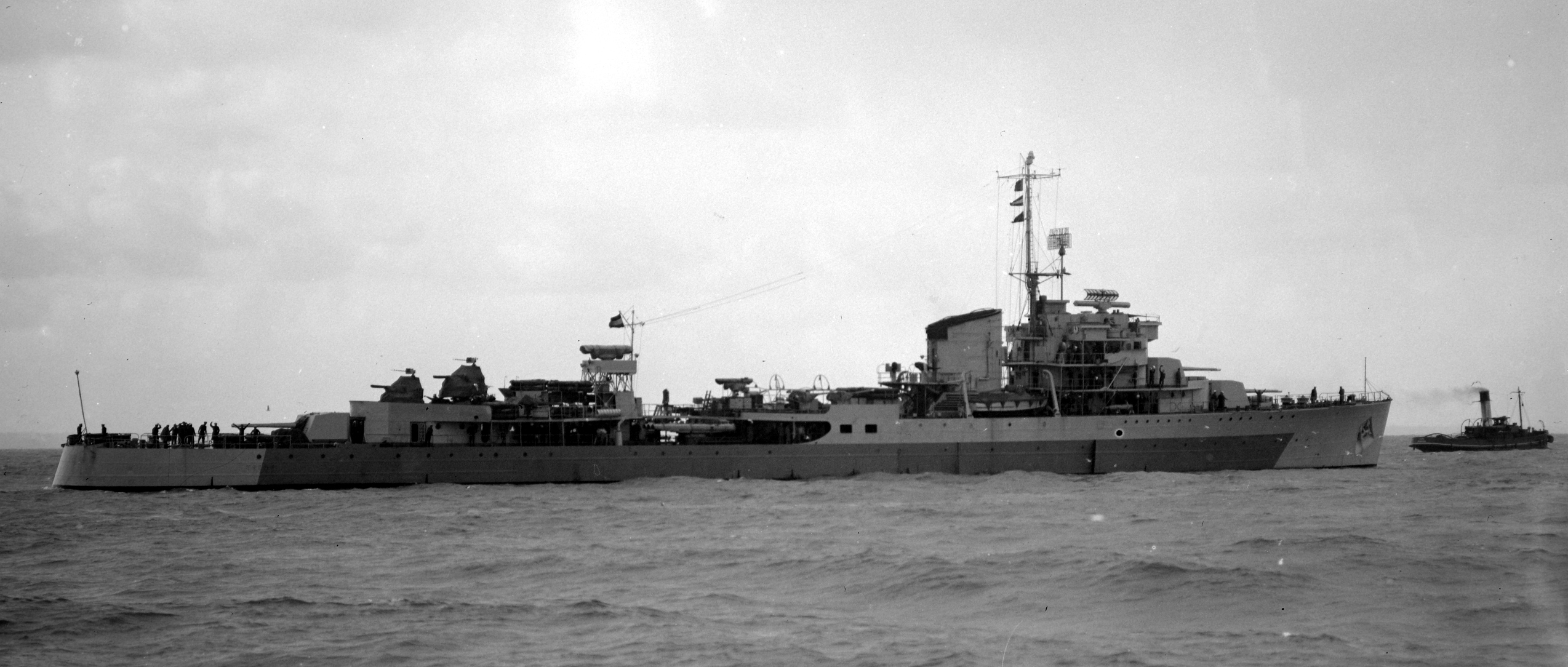
"Tromp" po modernizacji podczas wojny

Uzbrojenie główne – działa 150 mm, rozmieszczone były w trzech dwudziałowych wieżach: na pokładzie dziobowym, krótkim piętrze nadbudówki dziobowej i na pokładzie rufowym. Jedna wieża ważyła 70,1 t. "Jacob van Heemskerck" ostatecznie otrzymał odmienny zestaw uzbrojenia, z 10 dział uniwersalnych 102 mm (trzy dwudziałowe stanowiska na miejscach wież i dwa obok siebie po obu burtach na śródokręciu). Uzbrojenie przeciwlotnicze okrętów początkowo miało stanowić 8 armat automatycznych Bofors 40 mm, lecz z powodu przeciążenia w ostatecznym projekcie zredukowano je do 4 – w dwóch dwudziałowych stanowiskach na nadbudówce rufowej, obok siebie, po obu burtach. Aczkolwiek same działa były bardzo skuteczne, lecz ich ilość i rozmieszczenie, nie chroniące wystarczająco przedniej ćwiartki przestrzeni, nie pozwalały uznać uzbrojenia przeciwlotniczego okrętów za silne. Uzbrojenie to uzupełniały 2 podwójne wielkokalibrowe karabiny maszynowe, które jednak były mało skuteczne. Uzbrojenie przeciwlotnicze było następnie wzmacniane podczas kolejnych modernizacji okrętów (szczegóły w artykułach o poszczególnych okrętach). Uzbrojenie uzupełniało 6 wyrzutni torpedowych, w dwóch trzyrurowych aparatach, po obu burtach na pokładzie na śródokręciu.
Opancerzenie burt stanowił cienki pas pancerny grubości 16 mm na linii wodnej, od dziobowej wieży artylerii do rufy. Ponadto, komory amunicyjne miały opancerzenie od 16 do 25 mm. Wewnętrzny pokład pancerny miał grubość od 15 do 25 mm, nie dochodził do burt, lecz kończył się wzdłużnymi przegrodami przeciwtorpedowymi. Wieże artylerii miały pancerz 15–25 mm, barbety – 12 mm. Pancerz ze stali cementowanej Kruppa miał ogółem masę 450 t – 13% wyporności.

## Uzbrojenie i wyposażenie
Uzbrojenie pierwotne, dalsze zmiany w artykułach o poszczególnych okrętach:
- 6 dział kalibru 150 mm Bofors No.XI w dwudziałowych wieżach (3xII – 2 na dziobie w dwóch poziomach i 1 na rufie).
  - długość lufy L/50 kalibrów, kąt podniesienia do 60°, donośność maksymalna 21.200 m, masa pocisku 46,7 kg, rzeczywisty kaliber 149,1 mm, zapas amunicji 200 na działo.
- 4 automatyczne armaty przeciwlotnicze 40 mm Bofors No.4, podwójnie sprzężone (2xII) (na rufie, rozmieszczone po obu burtach)
- 4 wkm plot 12,7 mm Vickers (2xII)
- 6 wyrzutni torped 533 mm (2xIII, rozmieszczone po obu burtach)
- 1 wodnosamolot Fokker C.XI-W (do 1941?)

Opancerzenie:
- pas burtowy: 16 mm
- wewnętrzny pokład pancerny: 25 mm
- wieże dział artylerii głównej: 15–25 mm
- masa opancerzenia: 450 t.

Wyposażenie (początkowe)
- dalmierz 6-metrowy (na nadbudówce dziobowej)
- dalmierz 4-metrowy (na nadbudówce rufowej)